# Zákon o hlavním městě Praze
Zákon o hlavním městě Praze, č. 131/2000 Sb. ze dne 13. dubna 2000, je zákon upravující postavení hlavního města Prahy jako hlavního města České republiky, kraje a obce a dále postavení městských částí. Na Prahu se nevztahuje ani obecný zákon o krajích ani obecný zákon o obcích, ale zákon o hlavním městě Praze ve vztahu k ní oba tyto zákony nahrazuje a mnohé věci upravuje velmi podobně či shodně. Volby do zastupitelstva hlavního města i do zastupitelstev městských částí se konají podle zákona o volbách do zastupitelstev obcí. Zákon o hlavním městě Praze zmocňuje Prahu, aby si vydala formou vyhlášky Statut hlavního města Prahy, který mimo jiné upravuje kompetenční vztah mezi městem a městskými částmi. 
Tento zákon nahradil předchozí zákon České národní rady o hlavním městě Praze.